# コリントの信徒への手紙一5章
コリントの信徒への手紙一5章(こりんとのしんとへのてがみいち5しょう)新約聖書のコリントの信徒への手紙一の中の一章。1-2節は性的不品行についての指摘、3-5節では裁きについて、6-8節では傲慢さに関するパン種のたとえ、9-13節ではパウロの勧める清らかさと悪徳表についてである。

## 注解
「異邦人の間にもない」について、名指しされる、呼ばれるということを意味するονομαζεται(onomazetai)が挿入されている写本がある。ただしそのようなギリシャ語写本は7世紀や9世紀のものであり、後代の挿入と考えられる。ウルガタ訳やシリア語ハルクレア訳にもあるため、7世紀より古い可能性も高い。ウルガタ訳は4世紀の後期に教皇ダマススがヒエロニムスに命じてラテン語訳を改訂させたものであり、シリア語ハルクレア訳は6世紀に最初発行されたものであり、現存するギリシャ語写本の年代より古く遡る可能性がある。
「聞く」と訳されているのはἀκούεται(akouetai)であり、ἀκούω(akouó)の現在直説法受動態三人称単数である。ἀκούω(akouó)にはhear、聞くというのが主な意味である。ἀκούω(akouó)は聴覚による音の認識を基本的には指すが、感覚的な認識だけではなく聞いた内容を理解し受け入れることも指し、旧約聖書の七十人訳聖書でも同様である。
「不品行」と訳されているのはπορνεία(porneia)である。unchastity、不貞、fornication、姦淫、idolatry、偶像崇拝といった意味がある。売春においてもこの言葉が使われ、世俗的な売春と宗教的な売春があった。宗教的な売春はバアルやアシュタルテなどに見られ、イスラエルもそれに影響されることがあった。また、既婚者の婚外交渉はギリシャにおいて広く行われていた。パウロにおいては教会共同体からπορνεία(porneia)、不品行は追放しなければならないものとして認識されていた。

「一緒に住んでいる」と訳されているのはἔχειν(echein)であり、ἔχω(echō)の現在不定法能動態である。ἔχω(echō)はhave,posessつまり持つとか保持するといった意味がある。ローマ人への手紙1章28節では神を認識において持つという表現が存在している。これは所有という意味ではなく神との交わりという意味である。
田川はἔχειν(echein)について、最初の母親が死に、その後父親が再婚した後死に、息子がその女性と一緒になったということだとする。若くして死ぬ人が当時は現代よりも多く、生き残った方は再婚することも多かった。父親の再婚相手の女性が初婚であった場合はかなり若い場合もあり、息子より年下ということも考えられる。父の妻との結婚はローマ法では禁じられており、「異邦人の間にもないほど」というのはこのローマ法の禁止のことを指していると思われる。ユダヤ教的な背景ではレビ記18章8節、20章11節が関連する規定として挙げられる。
これらは父親が存命中であり、かつ結婚のことではなく「犯してはならない」との規定のことであり、ここで言われているケースとは異なる。ただし律法学者たちはここから一般的に父親の妻との結婚の禁止を導き出している。田川は当時の社会の中でもパウロが非常に性的関係について保守的であることからこのような批判が出ていると解釈している。継母と子の結婚であるという見解はConzelmannも取っている。Conzelmannはギリシャでもローマでも継母と子との結婚は考えられないとしている。異邦人をパウロが引き合いに出しているのは異邦人にも一定の倫理基準があるという意味ではなく、不品行への批判を先鋭化させるためである。
「高ぶっている」と口語訳で訳されているのはπεφυσιωμένοι(pephysiōmenoi)であり、φυσιόω(phusioó)の完了分詞受動態男性複数主格である。puff up、膨れるという意味、make proud、誇らせるという意味合いがある。新約聖書においては膨れるという言葉が転義的に高ぶらせる、傲慢にするという意味で使われている。田川はもともとの膨れるという意味と完了分詞であることを考慮して「あなた方はふくれ上がってしまっていた」と訳している。新共同訳聖書の「あなたがたは高ぶっているのか」について、疑問文に訳すことは可能であるとしながらも、完了分詞であるため現在形の翻訳にする点については誤りであるとしている。疑問文で翻訳する場合には「あなた方はふくれ上がってしまったというわけか」といった完了分詞を考慮した翻訳にすべきである。後半について口語訳の「むしろ、そんな行いをしている者が、あなたがたの中から除かれねばならないことを思って、悲しむべきではないか」については悲しむべきだとパウロが言っているのは仲間が除かれることについてではなく、新共同訳聖書の「むしろ悲しんで、こんなことをする者を自分たちの間から除外すべきではなかったのですか」となっているように、不品行をする者が存在していることを悲しむべきだということであるとして口語訳を批判している。「悲しむべきではないか」と訳されているἐπενθήσατε(epenthēsate)はπενθέω(pentheó)のアオリスト直説法能動態二人称複数である。アオリストはある行動を開始する、ある状態に入るという意味で使われることがあり、ここでは過去において悲しみの状態に入るべきであったとのニュアンスで使われている。共同体が教会生活や礼拝行為において不品行を悲しめば、不品行を行った者は教会を去ったはずだということである。Ciampa,Rosnerはπενθέω(pentheó)は愛する者の死を悼むことを指しているとする。罪が近親相姦を行って恥辱をもたらした者の破滅につながることを悲しむのである。
「さばいてしまっている」と口語訳で訳されているのはκρίνω(krinó)である。κρίνω(krinó)は切る、ふるいにかけるといった意味から来ている。人々を部族ごとに分ける、区別するといった意味にも使われた。そこから法廷において判決を下す、非難する、告発するといった意味で使われるようになった。派生語のκρίσις(krisis)は判断、判決といった意味で使われる。七十人訳聖書では神はすべての不敬虔を裁判官として裁き、苦しむ人々を救済する。新約聖書では「決定する」「非難する」「判決を下す」といった意味で使われることが多い。また、旧約聖書に基づいて、すべての裁きは神によって行われることが新約聖書におけるκρίνω(krinó)の使用の枠組みである。そのため、裁きは人間によるものではないことになるが、それが批判の欠如に陥ってはならないことも示されている。使徒もまた判断の下に置かれていることがコリント人への第一の手紙10章15節において示されている。
「一緒にいて」と訳されているのはπαρὼν(parōn)であり、πάρειμι(pareimi)の現在分詞能動態男性単数主格である。一般的にはこの節のように人の存在という意味で使われている。 イザヤ書58章9節の七十人訳聖書では神の臨在の意味で用いられている。
ヘブル人への手紙13章5節では所有物の意味で用いられている。
田川はパウロがコリント人への第一の手紙4章5節において終末を待たずに勝手に裁きを行うのは良くないと表明しておきながら自分はコリントの信徒を裁いていると批判する。ヴェントラントはパウロは使徒の権能に基づいて裁きを行っているものの、それは一人で行っているものではないとする。つまり主イエス・キリストが集会に臨在し、働かれるところでこそ裁きが行われる必要があるというのである。それは同時にパウロがコリントの信徒たちと霊において一緒にいるのと同様にイエス・キリストも霊において一緒にいるのである。
「集まって」と口語訳で訳されているのはσυναχθέντων(synachthentōn)であり、συνάγω(sunagó)のアオリスト分詞受動態男性複数属格である。この言葉はパウロではこの箇所でしか用いられておらず、マタイによる福音書で多く用いられている。マタイによる福音書12章30節ではイエスに対する中立性を否定する章句でσυνάγω(sunagó)が用いられている。
「権威」と口語訳で訳されているのはδυνάμει(dynamei)であり、δύναμις(dunamis)の女性複数与格である。δύναμις(dunamis)はpower(力)、miracle(奇跡)、meaning(意味)などの意味で使われている。このようにδύναμις(dunamis)の意味範囲は広く、聖書でも様々な用法で使われている。Friedrichはこの節ではキリストの力について述べられており、教会を守るためキリストの力が近親相姦者をサタンに引き渡し、霊が救われるようにするのだとしている。
カルヴァンは「共に集まって」が一個人の専制による非聖書的な裁きが行われないようにすべきだとの強調を表しているとする。長老会がこのような問題を吟味し、会衆の賛同を得て裁きを行うといったような慎重な手続きが必要なのであり、それにより公平性は保たれるのである。

小川は田川が息子と後妻が一緒になることは他人から批判されるほどのことではないと主張しているのに対し、コリントの一部の信徒が神秘体験を通して不品行な生活が許されていると思い込み、放縦な生活をする考え方を戒めているのだとする。
口語訳で「主のさばきの日」と訳されているのはἡμέρᾳ τοῦ κυρίου(hēmera tou kyriou)であり、直訳すると「主の日」であり、さばきという単語はない。テクストゥス・レセプトゥスにおいてはシナイ写本などで支持されている「主イエスの日」が採用されていたが、ウェストコット・ホートやネストレ・アーラントのテクストはパピルスやバチカン写本で支持されている「主の日」を採用している。New Revised Standard VersionやEnglish Standard Versionなどの主要な英語訳でも「主の日」を採用しているものが多い。
口語訳で「滅ぼされても」と訳されているのはὄλεθρον(olethron)であり、ὄλεθρος(olethros)の男性単数対格である。destruction破壊やdeath死などの意味がある。使徒行伝5章1-11節ではアナニヤとサッピラが献金額をごまかし、呪いにより死ぬエピソードがある。

田川は「引き渡してしまった」を目的を表す不定詞であるとする。サタンに引き渡す行為について呪いの決議あるいは除名の決議をすることが考えられるとしている。これに関してパウロは他の箇所においては救済論として死すべき肉体が救われることだと言っているのにこの箇所では肉体と霊が分離して論じられており、ご都合主義であるとして批判している。UBS Handbookでは罪を犯した信徒が教会の交わりから追放されることによって肉体的な死を宣告されることがあるが、これは肉的なもの、つまり罪の性質を滅ぼすのであり、最終的なキリストの再臨のとき霊的に救われるようにすることが目指されているのだとする。
口語訳で「誇っている」と訳されているのはκαύχημα(kauchéma)である。boastやvaunt、誇る、自慢するといった意味合いがある。聖書外のギリシャ語においても過剰に誇るというネガティブな意味で使われる場合が多い。旧約聖書においては自慢は神ではなく自分の力で物事をコントロールできると考える過ちに起因する罪である。そのため自慢は自分への信頼と関連付けられるが、本当に信頼できるのは神だけなのである。エレミヤ書9章23-24節に神を知ることだけが誇るに値することが示されている。
この語は新約聖書においてはほぼパウロで使われており、信仰や忠実を表すπίστις(pistis)と対比されている。パウロも旧約聖書と同様に自分の力への信頼を批判し、エレミヤ書における神を知り、誇ることのみを正当な誇りとするのである。

パン種はネガティブな意味での影響力が広がることのたとえとして使われる場合が新約聖書では見られる。マルコによる福音書8章15節でもそのような用法でパン種という言葉が使われている。
「知らないのか」と口語訳で訳されているのはοιδατε(oidate)であり、οιδα(oida)の完了直説法能動態二人称複数である。知るというのが主な意味で、経験するといった使い方もある。神学的に重要な用法として神を知るという意味で使われる場合がある。エレミヤ書10章25節の七十人訳聖書や、パウロではテサロニケ人への第一の手紙4章5節でそのような用法が見られる。
「知らないのか」との言い方にはパウロによる「あなたがたは知らなければならない」との意味をも含んでいる。それは一度教えたことを思い出させるための言葉なのである。誇りに思うべきではないということを以前に教えたことを思い起こさせることでコリントの信徒たちに気が付かせようとしているのである。
「過越の小羊」と訳されているのはπάσχα(pascha)である。πάσχα(pascha)は7日間のユダヤの過ぎ越し祭、出エジプト記における実際の過ぎ越しの出来事、エルサレム神殿でニサンの月の14日の正午に屠られる小羊、キリスト教的用法ではこの箇所でキリストが過ぎ越しの小羊と言われていることからイースターを指す言葉として使われる。イエスを過ぎ越しの小羊とする表現はペテロの第一の手紙1章13-21節に見られる。傷や汚れのない小羊の血によって贖われた神の民が聖化されることが語られている。
ετύθη(etuthé)はθύω(thuó)のアオリスト直説法受動態三人称単数である。θύω(thuó)はsacrifice、犠牲というのが主要な意味で、殺す、または動物を犠牲にして祝いをするという意味合いもある。古い文献においてはθύω(thuó)は焼き尽くす捧げ物について使われている。旧約聖書における犠牲では神と人との積極的な交わり、贖いといった意味合いがあるが、いずれも神の恵みと審判という考えが根底にある。ホセア書6章6節などでは犠牲の否定と取れる箇所がある。
これは礼拝の本来の目的が放棄されてしまい、物質的な人間の成果が神との霊的な交わりに取って代わってしまったことへの批判が含まれている。マタイによる福音書においては犠牲は二次的な意味を持っていることが示されている。新しい契約においては犠牲の儀式はイエス・キリストの死に取って代わったのである。
ヴェントラントはパウロがここで持ち出しているたとえは過ぎ越し祭の際にパン種を排除するユダヤ人の習慣に基づくものであるとする。古いパン種をコリントの信徒たちの道徳的不純にたとえているのである。しかしコリントの信徒たちは本来は「パン種のない者」である。それはキリストがコリントの信徒たちのために死なれた過ぎ越しの小羊となってくださったからである。コリントの信徒たちはこの世においては肉の存在であるから、罪の攻撃を受けながらもキリストによって新しい生へと開かれていくことを想起しなければならない。
ἑορτάζωμεν(heortazōmen)はἑορτάζω(heortazo)の現在接続法能動態一人称複数である。ἑορτάζω(heortazo)はcelebrate as a festival、祭りを祝うといった意味がある。ホメロスのオデュッセイアなどでは「祝宴」という意味で使われていた。ἑορτάζω(heortazo)についてカルヴァンは「祭をしよう」と訳される場合があることについてこの言葉は「厳粛な・聖なる饗宴にはべる」という意味合いがあるとし、ラテン語訳聖書にも依拠して「食事をしようではないか」と訳すのが適切であるとする。ここでは過越の小羊によって象徴されたものがコリントの信徒たちにも成就されることを意味する。7節の「ほふられた」にあるようにキリストの血が流され、犠牲になることによって神と人間が和解することができたのである。過越祭は毎年小羊が屠られ、その後7日間にわたって祝いがなされた。これに対してキリストの犠牲は永遠の効力を持つようになった。和解した民は悪のパン種を避けるよう注意しなければならないのである。N.T.Wrightは過越の時期にイエス・キリストが死に、復活したのは偶然ではないと初代教会が考えていたと指摘する。このことはまさにイエス・キリストが真の過越の小羊とされたことを意味したのである。クリスチャン生活全体はこの1つの過越祭を永続的に祝うことになるのである。
「書いたが」と口語訳で訳されているのはἜγραψα(egrapsa)であり、γράφω(graphó)
のアオリスト直説法能動態一人称単数である。writeやdiscribe、書くことや記述するというのが基本的な意味である。他にもprescribe、命令するという意味もある。γράφω(graphó)のホメロス以来「刻む」「彫り込む」というのが原意である。新約聖書においてはパウロの口述筆記も含めて「書く」という意味で使われている場合が圧倒的に多い。また、「聖書に書かれている」と旧約聖書の権威を強調する用法も多い。Ellingworth,Hattonは単に不品行な者たちと交際してはいけないと単に手紙に書いたということだけではなく公式に実行されるべき命令として書いたということをも意味するとする。
この節からコリント人への第一の手紙が書かれるより前の現存していない「前書簡」が存在していたことが推察される。その前書簡の中にパウロが淫行の者、偶像礼拝者等と付き合ってはならないと書いたためコリントの信徒たちがそのようなことは不可能だという反応があり、これに対して教会の中の人間関係に関して書いたのだと再反論していると考えられる。

前書簡については論争されているが、一説によればコリント人への第二の手紙6章14節から7章1節にその断片が保存されているとする学者もいる。
コリントの人々の中にはそうした人が非常に多く、不品行な者たちと交際することを完全に絶とうとすれば世界と完全に断絶しなければならず、それは非現実的ではないのである。交際してはいけないというのは教会内の共通の食事を不品行の者と共にしてはならないということである。
口語訳で「出ていかねばならない」と訳されているのはἐξελθεῖν(exelthein)で、ἐξέρχομαι(exerchomai)のアオリスト不定法能動態である。聖書協会共同訳、新共同訳聖書、新改訳2017、岩波訳、田川訳いずれも同様に訳している。ἐξέρχομαι(exerchomai)はgo out、出ていく、march out、行進して進み出ることを意味する。

ヘイズはパウロが要求していることはクムラン教団のように死海の近くの荒野に住み、契約外の人々との交流を絶って生活したが、そのようなものではないとする。クムラン教団はモーセの律法をすべて守ることを目指し、朝夕の祈りと共有された仕事、所有物、食事によって清らかな生活を目指した。これに対してパウロは教会の聖性は内部における規律であり、この世との遮断のことではない。パウロが目指している教会では、都市のただ中で生き、活動し、世の価値観とは異なる価値観を持ち続けることが重要である。
「書いた」と口語訳で訳されているのはἔγραψα(egrapsa)であり、γράφω(graphó)のアオリスト直説法能動態一人称単数である。アオリスト直説法は通常点的な過去の出来事を記述する用法で使われるものである。ここで「書いた」と現在の意味に取っている訳として田川建三、聖書協会共同訳、新改訳2017、岩波訳が挙げられる。過去の意味に取っている訳としてRobertson,Conzelmann,新共同訳聖書、口語訳聖書が挙げられる。

田川建三はこのἔγραψα(egrapsa)を現在の意味に取るべき根拠として通常アオリスト直説法が基本的に過去の意味で使われることを認めつつ、「今」を意味するνῦν(nun)とともに使われていることを指摘する。その上でアオリストという用法は行為の1回性を表現しているのであって、アオリストが過去という概念そのものではないことから「今」この手紙を「書いている」と読むのが適切であるとする。これをあえて過去の意味に取ることはパウロに関する護教的な意味合いがあるとして田川は退ける。Robertsonは「今書く」という意味に取ることは文法的に可能だとしつつも、νῦν(nun)「今」をパウロが手紙を書いた時点の「今」ではなく、パウロの手紙がコリントの信徒たちの間で朗読された時点で「今、あなたがたが理解した」という意味であると主張する。もしパウロがここで「今書く」と表現したかったのであればコリント人への第一の手紙4章14節のように現在直説法で書くことをしたと考えるのである。
カルヴァンは「兄弟と呼ばれる」という表現について、邪悪な生活を送っている者に関してパウロは兄弟と呼ばれる内実を持っていないことを示唆しているとする。また、「不品行な者、貪欲な者、偶像礼拝をする者、人をそしる者、酒に酔う者、略奪をする者」というのは例示であることが「そんな人と」という表現によって具体的に挙げられている不適切な者をも含んでいることが明らかになっている。偶像礼拝をする者について、偶像を心から礼拝しているのではなく、非信徒の人々に悪く思われないように偶像礼拝を装っている者であることが考えられる。真の神を礼拝しながら偶像をも礼拝している生活様式はイスラエル人やサマリア人にも見られたものである。Feeはこの言葉はパウロが罪のない人のみが神の家族となることができると言っているわけではないとし、7節で言及した過越の小羊の犠牲を通して、またコリント人への第一の手紙1章18節で言及された十字架につけられたメシアを信じる者は神の倫理を実践する者とされるという。「食事を共にしてもいけない」が聖餐だけではなくそれ以外の場における信徒同士の食卓も含むかどうかは議論の余地があるが、テサロニケ人への第二の手紙3章15節からは個人的な交わりも含む全面的禁止とまでは言えないとの可能性もある。
口語訳の12節にある「外の人たちは、神がさばくのである。」は13節の内容であり、12節の内容ではない。新共同訳聖書では本来の13節にこの内容が移されて訂正されている。コリント人への第一の手紙6章2節では聖徒が世をさばくという内容が書かれている。
聖徒が世をさばくという内容と5章12節の外部の人々をさばく必要がないという内容が矛盾しているように思えるが、ヴェントラント、榊原、Barretはこの外部の人へのさばきは終末論的な事柄であり、終末が来ていない時点においては内部の人々を清く保つことに集中すべきだということを表しているとする。

ヨハネによる福音書20章21-23節ではイエス・キリストの言葉で罪を赦したり赦さなかったりする権限について語られているが、このような箇所も内部の人間に対するものであると解釈できる。そのような権限はパウロのような使徒だけではなく地域教会の教会員たちにもあったのである。ギリシャ語の原文では「あなたがた」に強調が置かれており、教会員たちには人々を愛し、励まし、育て、訓練する責任があるのである。
この節は申命記17章7節の七十人訳聖書の引用である。
口語訳で「除き去らなければならない」は七十人訳聖書では未来直説法能動態二人称単数であるが、パウロが引用する際にはアオリスト命令法能動態二人称複数に変えられている。七十人訳聖書では未来形を命令の意味で使う用法であり、これは新約聖書でも見られ、主にモーセ五書を中心とした旧約聖書の引用で使われる。穏やかで優しい命令というよりは強調された命令を表すニュアンスがある。パウロは前後関係も踏まえると命令形で表現することが適切であると考えたため命令法にしている。さらに旧約聖書においては「取り除く」が単数形で表現されているのに対し、パウロでは複数形で述べられていることも注目に値する。これは使徒の特権を表現しているのではなく、共同体全体に向かって語られていることが示されている。キリスト教会といえども全く罪を犯すことのない人生を送ることはできない。しかしキリストによる罪の赦しを知り、神のために生きる日々へと向かっていくことが重要なのである。 「外の人々」というのは旧約聖書においては神の民イスラエルと他の民族の境界線を引くものであったが、パウロにおいては民族によって境界線が引かれるのではなくキリスト教会の自覚によってであった。そこでは終末論的な事柄が意識されていたのである。そのことを表す箇所がテサロニケ人への第一の手紙4章10-12節にもある。